# Kanton Narbonne-1
Narbonne-1 is een kanton van het Franse departement Aude. Het kanton maakt deel uit van het arrondissement Narbonne. In 2021 telde het 26.746 inwoners.

Het kanton werd gevormd ingevolge het decreet van 21 februari 2014 , met uitwerking op 22 maart 2015, met Narbonne als hoofdplaats.

## Gemeenten
Het kanton omvat volgende gemeenten : 
- Bizanet
- Montredon-des-Corbières
- Narbonne (deel)
- Névian
- Villedaigne